# Elisabeth Baldauf
Elisabeth Baldauf (Egg (Vorarlberg), 3 d'agost de 1990) és una esportista austríaca que competeix en bàdminton en la categoria individual.